# 8.8 cm SK L/30
8.8 cm SK L/30 e корабно оръдие с калибър 88 mm разработено и произвеждано в Германската империя. На въоръжение е в Императорските военноморски сили на Германия. Състои на въоръжение в Германия, Турция и Китай. С тези оръдия са въоръжени миноносците от типовете V-1, G-7, S-13 и A втора серия, а също така много подводници на кайзеровия флот. Впоследствие е заменено с производството на оръдието 8.8cm SK L/45 C/13 с увеличена дължина на ствола.